# Sommai Thainoi
Sommai Thainoi (thailändisch สมหมาย ไทยน้อย, * 13. Juni 1983) ist ein thailändischer Fußballspieler.

## Karriere
Sommai Thainoi stand bis Ende 2013 beim Samut Songkhram FC unter Vertrag. Wo er vorher gespielt hat, ist unbekannt. Der Verein aus Samut Songkhram spielte in der ersten Liga des Landes, der Thai Premier League. 2013 absolvierte er für Samut ein Erstligaspiel. Hier kam er am 20. Oktober 2013 im Heimspiel gegen Army United zum Einsatz, als er in der 76. Minute für Sittipan Chumchuay eingewechselt wurde. Von 2014 bis 2016 spielte er beim Drittligisten Kabin United FC. Der Verein aus Kabin Buri spielte in der dritten Liga, der damaligen Regional League Division 2. 2017 wechselte er zum Zweitligaaufsteiger Kasetsart FC. Mit dem Bangkoker Verein spielte er in der zweiten Liga, der Thai League 2. Zur Rückserie 2017 ging er nach Samut Sakhon. Hier schloss er sich dem Drittligisten Samut Sakhon FC an. Am Ende der Saison wurde er mit dem Verein Meister der Thai League 3 (Lower Region) und stieg in die zweite Liga auf. Mit Samut spielte er noch eine Saison in der zweiten Liga. Anfang 2019 verpflichtete ihn der Bangkoker Viertligist Grakcu Sai Mai United FC.

## Erfolge
Samut Sakhon FC
- Thai League 3 – Lower: 2017  ▲